# Liste des monuments historiques de l'arrondissement de Sarlat-la-Canéda

Localisation de l'arrondissement de Sarlat-la-Canéda en Dordogne en 2017.

Cet article recense les monuments historiques de l'arrondissement de Sarlat-la-Canéda, dans le département de la Dordogne, en France.

## Statistiques
Au 31 décembre 2016, l'arrondissement de Sarlat-la-Canéda, à l'est et au sud-est du département de la Dordogne, concentre 372 édifices protégés au titre des monuments historiques (42 % du total du département), dont 74 pour la seule commune de Sarlat-la-Canéda et 28 pour celle des Eyzies-de-Tayac-Sireuil.

## Liste
La liste suivante recense les monuments historiques, classés par ordre alphabétique des communes, c'est-à-dire sans tenir compte de l'éventuel article « Le, La, Les ou L' » : toutes les communes commençant par « La Chapelle » sont donc classées dans les « C ». Elle précise entre parenthèses les communes nouvelles de 2016 et 2017, et intègre les modifications de limites d'arrondissements de 2017.
Les communes ayant au moins vingt monuments historiques font l'objet d'une liste séparée :
- liste des monuments historiques des Eyzies-de-Tayac-Sireuil ;
- liste des monuments historiques de Sarlat-la-Canéda.

- Haut – A
- B
- C
- D
- E
- F
- G
- H
- I
- J
- K
- L
- M
- N
- O
- P
- Q
- R
- S
- T
- U
- V
- W
- X
- Y
- Z

| Monument | Commune                              | Adresse                                                                               | Coordonnées                                                      | Notice                                                           | Protection                                                       | Date                                                             | Illustration |
| --- | ------------------------------------ | ------------------------------------------------------------------------------------- | ---------------------------------------------------------------- | ---------------------------------------------------------------- | ---------------------------------------------------------------- | ---------------------------------------------------------------- | --- |
| Église Saint-Barthélemy de Bauzens                                                                                   | Ajat                                 |                                                                                       | 45° 10′ 36″ nord, 1° 02′ 32″ est                                 | « PA00082316 »                                                   | Classement                                                       | 1909                                                             | Église Saint-Barthélemy de Bauzens |
| Église Saint-Martin                                                                                                  | Ajat                                 |                                                                                       | 45° 09′ 22″ nord, 1° 00′ 57″ est                                 | « PA00082315 »                                                   | Inscription                                                      | 1925                                                             | Église Saint-Martin |
| Château d'Ajat | Ajat                                 |                                                                                       | 45° 09′ 23″ nord, 1° 00′ 55″ est                                 | « PA00082314 »                                                   | Inscription                                                      | 1925                                                             | Château d'Ajat |
| Église Sainte-Croix                                                                                                  | Allas-les-Mines                      |                                                                                       | 44° 50′ 00″ nord, 1° 04′ 27″ est                                 | « PA00082317 »                                                   | Inscription                                                      | 1984                                                             | Église Sainte-Croix |
| Église Saint-Étienne                                                                                                 | Archignac                            |                                                                                       | 45° 00′ 40″ nord, 1° 18′ 46″ est                                 | « PA00082321 »                                                   | Inscription                                                      | 1948                                                             | Église Saint-Étienne |
| Église Saint-Cyr-et-Sainte-Julitte                                                                                   | Aubas                                |                                                                                       | 45° 04′ 55″ nord, 1° 11′ 29″ est                                 | « PA00082325 »                                                   | Inscription                                                      | 1970                                                             | Église Saint-Cyr-et-Sainte-Julitte |
| Château de Sauvebœuf                                                                                                 | Aubas                                |                                                                                       | 45° 05′ 42″ nord, 1° 11′ 57″ est                                 | « PA00082324 »                                                   | Inscription Inscription                                          | 1987 2009                                                        | Château de Sauvebœuf |
| Église Saint-Pierre                                                                                                  | Audrix                               |                                                                                       | 44° 52′ 49″ nord, 0° 56′ 50″ est                                 | « PA00082326 »                                                   | Inscription                                                      | 1973                                                             | Église Saint-Pierre |
| Église Saint-Étienne                                                                                                 | Auriac-du-Périgord                   |                                                                                       | 45° 06′ 17″ nord, 1° 08′ 12″ est                                 | « PA00082329 »                                                   | Inscription                                                      | 1973                                                             | Église Saint-Étienne |
| Château de la Faye                                                                                                   | Auriac-du-Périgord                   |                                                                                       | 45° 06′ 18″ nord, 1° 07′ 34″ est                                 | « PA00082328 »                                                   | Inscription                                                      | 1948                                                             | Château de la Faye |
| Chapelle Saint-Rémy                                                                                                  | Auriac-du-Périgord                   |                                                                                       | 45° 06′ 39″ nord, 1° 07′ 20″ est                                 | « PA00082327 »                                                   | Inscription                                                      | 1948                                                             | Chapelle Saint-Rémy |
| Chapelle Notre-Dame-de-Bonne-Espérance                                                                               | Azerat                               |                                                                                       | 45° 09′ 04″ nord, 1° 07′ 21″ est                                 | « PA00082330 »                                                   | Inscription                                                      | 1948                                                             | Chapelle Notre-Dame-de-Bonne-Espérance |
| Église Saint-Vincent-et-Saint-Cloud                                                                                  | Badefols-d'Ans                       |                                                                                       | 45° 13′ 49″ nord, 1° 11′ 46″ est                                 | « PA00082333 »                                                   | Inscription                                                      | 1948                                                             | Église Saint-Vincent-et-Saint-Cloud |
| Château de Badefols-d'Ans                                                                                            | Badefols-d'Ans                       |                                                                                       | 45° 13′ 50″ nord, 1° 11′ 47″ est                                 | « PA00082332 »                                                   | Inscription                                                      | 2007                                                             | Château de Badefols-d'Ans |
| Chartreuse des Fraux                                                                                                 | La Bachellerie                       |                                                                                       | 45° 08′ 05″ nord, 1° 09′ 24″ est                                 | « PA24000074 »                                                   | Inscription                                                      | 2010                                                             | Chartreuse des Fraux |
| Château de Rastignac                                                                                                 | La Bachellerie                       |                                                                                       | 45° 08′ 55″ nord, 1° 08′ 21″ est                                 | « PA00082331 »                                                   | Classement                                                       | 1946                                                             | Château de Rastignac |
| Château de Mellet | Beauregard-de-Terrasson              |                                                                                       | 45° 09′ 12″ nord, 1° 13′ 21″ est                                 | « PA00083073 »                                                   | Inscription                                                      | 1990                                                             | Château de Mellet |
| Restes de l'hôtel Bontemps                                                                                           | Belvès (Pays de Belvès)              | 9 rue des Fillols, rue de la Tour                                                     | 44° 46′ 34″ nord, 1° 00′ 31″ est                                 | « PA00082366 »                                                   | Inscription                                                      | 1948                                                             | Restes de l'hôtel Bontemps |
| Château de Belvès Hôtel de Comarque                                                                                  | Belvès (Pays de Belvès)              | 43-45 rue Jacques-Manchotte, place Saint-Dominique, rue des Pénitents, rue du château | 44° 46′ 34″ nord, 1° 00′ 20″ est                                 | « PA00082363 »                                                   | Inscription                                                      | 1948                                                             | Château de BelvèsHôtel de Comarque |
| Halle de Belvès | Belvès (Pays de Belvès)              | place d'Armes                                                                         | 44° 46′ 34″ nord, 1° 00′ 28″ est                                 | « PA00082365 »                                                   | Inscription                                                      | 1948                                                             | Halle de Belvès |
| Beffroi de Belvès Tour des Fillols                                                                                   | Belvès (Pays de Belvès)              | place d'Armes rue des Fillols                                                         | 44° 46′ 34″ nord, 1° 00′ 29″ est                                 | « PA00082362 »                                                   | Inscription                                                      | 1948                                                             | Beffroi de BelvèsTour des Fillols |
| Tour de l'Hôpital | Belvès (Pays de Belvès)              | place Maurice-Biraben (anciennement place Peyrignac)                                  | 44° 46′ 34″ nord, 1° 00′ 34″ est                                 | « PA00082369 »                                                   | Inscription                                                      | 1948                                                             | Tour de l'Hôpital |
| Tour de l'Auditoire Tour de l'Auditeur                                                                               | Belvès (Pays de Belvès)              | rue des Templiers                                                                     | 44° 46′ 33″ nord, 1° 00′ 32″ est                                 | « PA00082368 »                                                   | Inscription                                                      | 1948                                                             | Tour de l'AuditoireTour de l'Auditeur |
| Tour de la Mairie Clocher de l'église du couvent des Frères Prêcheurs                                                | Belvès (Pays de Belvès)              | place de la Liberté                                                                   | 44° 46′ 36″ nord, 1° 00′ 20″ est                                 | « PA00082370 »                                                   | Classement                                                       | 1910                                                             | Tour de la MairieClocher de l'église du couvent des Frères Prêcheurs |
| Manoir de Pech Godou                                                                                                 | Belvès (Pays de Belvès)              |                                                                                       | 44° 45′ 10″ nord, 1° 00′ 39″ est                                 | « PA00082367 »                                                   | Inscription                                                      | 1981                                                             | Manoir de Pech Godou |
| Église Notre-Dame de Montcuq                                                                                         | Belvès (Pays de Belvès)              |                                                                                       | 44° 46′ 34″ nord, 1° 00′ 09″ est                                 | « PA00082364 »                                                   | Classement                                                       | 2000                                                             | Église Notre-Dame de Montcuq |
| Château de Berbiguières                                                                                              | Berbiguières                         |                                                                                       | 44° 50′ 03″ nord, 1° 02′ 29″ est                                 | « PA00082371 »                                                   | Inscription                                                      | 1948                                                             | Château de Berbiguières |
| Château de Besse | Besse                                |                                                                                       | 44° 40′ 03″ nord, 1° 06′ 38″ est                                 | « PA24000079 »                                                   | Inscription                                                      | 2012                                                             | Château de Besse |
| Église Saint-Martin                                                                                                  | Besse                                |                                                                                       | 44° 40′ 06″ nord, 1° 06′ 24″ est                                 | « PA00082379 »                                                   | Classement                                                       | 1912                                                             | Église Saint-Martin |
| Église Saint-Martial de Cazenac                                                                                      | Beynac-et-Cazenac                    |                                                                                       | 44° 51′ 35″ nord, 1° 07′ 27″ est                                 | « PA00082384 »                                                   | Inscription                                                      | 1948                                                             | Église Saint-Martial de Cazenac |
| Église Notre-Dame-de-l'Assomption de Beynac                                                                          | Beynac-et-Cazenac                    |                                                                                       | 44° 50′ 24″ nord, 1° 08′ 42″ est                                 | « PA00082383 »                                                   | Classement                                                       | 1912                                                             | Église Notre-Dame-de-l'Assomption de Beynac |
| Tour de chevalier dite tour du couvent de Beynac                                                                     | Beynac-et-Cazenac                    |                                                                                       | 44° 50′ 26″ nord, 1° 08′ 38″ est                                 | « PA00082382 »                                                   | Inscription                                                      | 1933                                                             | Tour de chevalier dite tour du couvent de Beynac |
| Ruines et sol de l'ancien couvent d'Abrillac                                                                         | Beynac-et-Cazenac                    | Forêt d'Abrillac                                                                      | 44° 51′ 14″ nord, 1° 08′ 19″ est                                 | « PA00082381 »                                                   | Classement                                                       | 1984                                                             | Ruines et sol de l'ancien couvent d'Abrillac |
| Château de Beynac | Beynac-et-Cazenac                    |                                                                                       | 44° 50′ 25″ nord, 1° 08′ 43″ est                                 | « PA00082380 »                                                   | Classement                                                       | 1944                                                             | Château de Beynac |
| Château du Thon | Bézenac (Castels et Bézenac)         |                                                                                       | 44° 50′ 28″ nord, 1° 05′ 15″ est                                 | « PA00082385 »                                                   | Inscription                                                      | 1981                                                             | Château du Thon |
| Église Saint-Barthélemy                                                                                              | Bouzic                               |                                                                                       | 44° 43′ 38″ nord, 1° 13′ 12″ est                                 | « PA00082402 »                                                   | Inscription                                                      | 1948                                                             | Église Saint-Barthélemy |
| Manoir de Monpeyrat                                                                                                  | Le Bugue                             |                                                                                       | 44° 56′ 12″ nord, 0° 53′ 03″ est                                 | « PA00082414 »                                                   | Inscription                                                      | 1976                                                             | Image manquante Téléverser |
| Grotte de Bara-Bahau                                                                                                 | Le Bugue                             |                                                                                       | 44° 57′ 28″ nord, 0° 55′ 18″ est                                 | « PA00082413 »                                                   | Classement                                                       | 1961                                                             | Image manquante Téléverser |
| Église Saint-Pierre-ès-Liens                                                                                         | Calviac-en-Périgord                  |                                                                                       | 44° 51′ 16″ nord, 1° 20′ 00″ est                                 | « PA00082426 »                                                   | Inscription                                                      | 1970                                                             | Église Saint-Pierre-ès-Liens |
| Gisement du Roc de Marsal                                                                                            | Campagne                             |                                                                                       | 44° 53′ 41″ nord, 0° 58′ 41″ est                                 | « PA00083074 »                                                   | Inscription                                                      | 1989                                                             | Image manquante Téléverser |
| Grotte préhistorique de la Muzardie                                                                                  | Campagne                             |                                                                                       | 44° 54′ 55″ nord, 0° 58′ 34″ est                                 | « PA24000080 »                                                   | Inscription                                                      | 2013                                                             | Image manquante Téléverser |
| Église Saint-Jean-Baptiste de Campagne                                                                               | Campagne                             |                                                                                       | 44° 54′ 28″ nord, 0° 58′ 03″ est                                 | « PA00082428 »                                                   | Inscription                                                      | 1949                                                             | Église Saint-Jean-Baptiste de Campagne |
| Domaine du château de Campagne                                                                                       | Campagne                             |                                                                                       | 44° 54′ 29″ nord, 0° 58′ 05″ est                                 | « PA00082427 »                                                   | Inscription                                                      | 2001                                                             | Domaine du château de Campagne |
| Maison avec cheminée gothique                                                                                        | Carlux                               |                                                                                       | 44° 53′ 03″ nord, 1° 21′ 13″ est                                 | « PA00082432 »                                                   | Classement                                                       | 1905                                                             | Maison avec cheminée gothique |
| Église Sainte-Catherine                                                                                              | Carlux                               |                                                                                       | 44° 53′ 00″ nord, 1° 21′ 14″ est                                 | « PA00082431 »                                                   | Inscription                                                      | 1926                                                             | Église Sainte-Catherine |
| Château de Carlux | Carlux                               |                                                                                       | 44° 52′ 59″ nord, 1° 21′ 10″ est                                 | « PA00082430 »                                                   | Classement                                                       | 2022                                                             | Château de Carlux |
| Cabane en pierre sèche de Peyremole                                                                                  | Carsac-Aillac                        |                                                                                       | 44° 51′ 57″ nord, 1° 16′ 31″ est                                 | « PA00083088 »                                                   | Inscription                                                      | 1991                                                             | Cabane en pierre sèche de Peyremole |
| Manoir de La Gazaille                                                                                                | Carsac-Aillac                        |                                                                                       | 44° 50′ 08″ nord, 1° 16′ 32″ est                                 | « PA00082438 »                                                   | Inscription                                                      | 1956                                                             | Manoir de La Gazaille |
| Gisement préhistorique du Pech de la Boissière                                                                       | Carsac-Aillac                        |                                                                                       | 44° 51′ 15″ nord, 1° 15′ 48″ est                                 | « PA00082437 »                                                   | Classement                                                       | 1927                                                             | Image manquante Téléverser |
| Gisement préhistorique du Pech de l'Azé,                                                                             | Carsac-Aillac                        |                                                                                       | 44° 51′ 31″ nord, 1° 15′ 16″ est                                 | « PA00082436 »                                                   | Classement                                                       | 1927                                                             | Image manquante Téléverser |
| Église Saint-Caprais de Carsac                                                                                       | Carsac-Aillac                        | Carsac                                                                                | 44° 50′ 26″ nord, 1° 16′ 19″ est                                 | « PA00082435 »                                                   | Classement                                                       | 1912                                                             | Église Saint-Caprais de Carsac |
| Église Notre-Dame-de-l'Assomption d'Aillac                                                                           | Carsac-Aillac                        | Aillac                                                                                | 44° 50′ 33″ nord, 1° 18′ 05″ est                                 | « PA00082434 »                                                   | Inscription                                                      | 1970                                                             | Église Notre-Dame-de-l'Assomption d'Aillac |
| Château de Lascours                                                                                                  | Carsac-Aillac                        |                                                                                       | 44° 51′ 42″ nord, 1° 16′ 19″ est                                 | « PA00082433 »                                                   | Inscription                                                      | 1973                                                             | Château de Lascours |
| Cluzeau du Pétrou | Carves                               |                                                                                       | 44° 46′ 45″ nord, 1° 02′ 45″ est                                 | « PA00082441 »                                                   | Inscription                                                      | 1988                                                             | Image manquante Téléverser |
| Presbytère de La Cassagne                                                                                            | La Cassagne                          |                                                                                       | 45° 02′ 42″ nord, 1° 18′ 57″ est                                 | « PA00082445 »                                                   | Classement                                                       | 1936                                                             | Presbytère de La CassagnePatrimoine d'Aquitaine - Dossier d'inventaire : Logis prieural, puis presbytère, actuellement logement |
| Ancienne grange dîmière de La Cassagne                                                                               | La Cassagne                          |                                                                                       | 45° 02′ 42″ nord, 1° 18′ 35″ est                                 | « PA00082444 »                                                   | Inscription                                                      | 1980                                                             | Ancienne grange dîmière de La CassagnePatrimoine d'Aquitaine - Dossier d'inventaire : Bâtiment conventuel, dit grange dîmière ou le Temple, actuellement maison |
| Église Saint-Barthélemy                                                                                              | La Cassagne                          |                                                                                       | 45° 02′ 42″ nord, 1° 18′ 58″ est                                 | « PA00082443 »                                                   | Classement                                                       | 1936                                                             | Église Saint-BarthélemyPatrimoine d'Aquitaine - Dossier d'inventaire : Prieuré, actuellement église paroissiale Saint-Barthélemy |
| Croix | La Cassagne                          |                                                                                       | 45° 02′ 41″ nord, 1° 18′ 58″ est                                 | « PA00082442 »                                                   | Inscription                                                      | 1926                                                             | Croix |
| Église Saint-Jacques-le-Mineur des Milandes                                                                          | Castelnaud-la-Chapelle               |                                                                                       | 44° 49′ 24″ nord, 1° 06′ 50″ est                                 | « PA00082450 »                                                   | Inscription                                                      | 1926                                                             | Église Saint-Jacques-le-Mineur des Milandes |
| Château des Milandes                                                                                                 | Castelnaud-la-Chapelle               |                                                                                       | 44° 49′ 25″ nord, 1° 06′ 49″ est                                 | « PA00082449 »                                                   | Inscription                                                      | 2009                                                             | Château des Milandes |
| Château de Lacoste                                                                                                   | Castelnaud-la-Chapelle               |                                                                                       | 44° 47′ 54″ nord, 1° 09′ 21″ est                                 | « PA00082448 »                                                   | Inscription                                                      | 1970                                                             | Château de Lacoste |
| Château de Fayrac | Castelnaud-la-Chapelle               |                                                                                       | 44° 49′ 49″ nord, 1° 08′ 41″ est                                 | « PA00082447 »                                                   | Inscription                                                      | 1928                                                             | Château de Fayrac |
| Château de Castelnaud                                                                                                | Castelnaud-la-Chapelle               |                                                                                       | 44° 48′ 57″ nord, 1° 08′ 54″ est                                 | « PA00082446 »                                                   | Inscription Classement                                           | 1980 1980                                                        | Château de Castelnaud |
| Ancien prieuré de Redon-Espic                                                                                        | Castels (Castels et Bézenac)         | Chemin rural aboutissant à la D 25                                                    | 44° 52′ 27″ nord, 1° 06′ 17″ est                                 | « PA00082451 »                                                   | Classement                                                       | 1999                                                             | Ancien prieuré de Redon-Espic |
| Gisement préhistorique du Roc Pointu                                                                                 | Castels (Castels et Bézenac)         |                                                                                       | 44° 52′ 48″ nord, 1° 05′ 44″ est                                 | « PA24000057 »                                                   | Inscription                                                      | 2007                                                             | Image manquante Téléverser |
| Ancienne église Saint-Martin du Vieux-Castel                                                                         | Castels (Castels et Bézenac)         |                                                                                       | 44° 52′ 29″ nord, 1° 03′ 21″ est                                 | « PA00082452 »                                                   | Inscription                                                      | 1965                                                             | Ancienne église Saint-Martin du Vieux-Castel |
| Château du Saulou | Cazoulès                             |                                                                                       | 44° 53′ 11″ nord, 1° 25′ 25″ est                                 | « PA24000003 »                                                   | Inscription                                                      | 1996                                                             | Château du Saulou |
| Manoir de la Font-Haute                                                                                              | Cazoulès                             |                                                                                       | 44° 52′ 40″ nord, 1° 26′ 07″ est                                 | « PA00082455 »                                                   | Inscription                                                      | 1977                                                             | Manoir de la Font-Haute |
| Grottes préhistoriques de la falaise du Conte,                                                                       | Cénac-et-Saint-Julien                |                                                                                       | 44° 48′ 30″ nord, 1° 09′ 35″ est                                 | « PA24000014 »                                                   | Inscription                                                      | 1997                                                             | Grottes préhistoriques de la falaise du ConteChristophe Griggo, Étude paléontologique du Locus III de la Grotte de l'Eglise (Dordogne). Gisement ante Würmien à Bouquetin, dans Paléo, Revue d'Archéologie Préhistorique, 1992, no 4, p. 35-48 (lire en ligne),Julia Roussot-Larroque , L'Âge du Bronze dans la grotte Vaufrey (Cénac-et-Saint-Julien, Dordogne), dans Bulletin de la Société préhistorique française, 1993, no 90-6, p. 446-467 (lire en ligne),P. Guibert, F. Bechtel, M. Schvoerer, J.-P. Rigaud, J. Simek, Datation par thermoluminescence de sédiments chauffés provenant d'une aire de combustion moustérienne. [Grotte XVI, Cénac et St-Julien, Dordogne, France.], dans ArchéoSciences, revue d'Archéométrie, 1999, no 23, p. 163-175 (lire en ligne) |
| Église Saint-Julien                                                                                                  | Cénac-et-Saint-Julien                | Saint-Julien                                                                          | 44° 49′ 16″ nord, 1° 10′ 21″ est                                 | « PA00082457 »                                                   | Classement                                                       | 1977                                                             | Église Saint-Julien |
| Église Notre-Dame de la Nativité                                                                                     | Cénac-et-Saint-Julien                | Cénac                                                                                 | 44° 48′ 02″ nord, 1° 11′ 50″ est                                 | « PA00082456 »                                                   | Classement                                                       | 1987                                                             | Église Notre-Dame de la Nativité |
| Tour de Chavagnac | Chavagnac (Les Coteaux Périgourdins) |                                                                                       | 45° 05′ 18″ nord, 1° 22′ 23″ est                                 | « PA00082486 »                                                   | Inscription                                                      | 1947                                                             | Tour de Chavagnac |
| Église Notre-Dame et Saint-Jean-Baptiste                                                                             | Condat-sur-Vézère                    |                                                                                       | 45° 07′ 02″ nord, 1° 13′ 43″ est                                 | « PA00082497 »                                                   | Inscription                                                      | 1948                                                             | Église Notre-Dame et Saint-Jean-Baptiste |
| Château de Condat Ancienne commanderie                                                                               | Condat-sur-Vézère                    |                                                                                       | 45° 07′ 01″ nord, 1° 13′ 44″ est                                 | « PA00082496 »                                                   | Inscription                                                      | 2012                                                             | Château de CondatAncienne commanderie |
| Église Saint-Antoine                                                                                                 | Coubjours                            |                                                                                       | 45° 14′ 50″ nord, 1° 15′ 26″ est                                 | « PA00082500 »                                                   | Inscription                                                      | 1974                                                             | Église Saint-Antoine |
| Cabane en pierre sèche de la Combe du Rat                                                                            | Daglan                               |                                                                                       | 44° 44′ 11″ nord, 1° 10′ 14″ est                                 | « PA00083090 »                                                   | Inscription                                                      | 1991                                                             | Cabane en pierre sèche de la Combe du Rat |
| Cabane en pierre sèche du Mazut                                                                                      | Daglan                               |                                                                                       | 44° 44′ 38″ nord, 1° 10′ 42″ est                                 | « PA00083089 »                                                   | Inscription                                                      | 1991                                                             | Cabane en pierre sèche du Mazut |
| Château du Peyruzel                                                                                                  | Daglan                               | Le Peyruzel                                                                           | 44° 45′ 36″ nord, 1° 11′ 49″ est                                 | « PA00082510 »                                                   | Inscription                                                      | 1948                                                             | Château du Peyruzel |
| Château de Caudon | Domme                                |                                                                                       | 44° 49′ 23″ nord, 1° 14′ 13″ est                                 | « PA24000021 »                                                   | Inscrit                                                          | 1998 2015                                                        | Château de Caudon |
| Remparts de Domme | Domme                                |                                                                                       | 44° 48′ 04″ nord, 1° 12′ 49″ est                                 | « PA00082522 »                                                   | Classement                                                       | 1943                                                             | Remparts de Domme |
| Maison Le Touron | Domme                                |                                                                                       | 44° 47′ 58″ nord, 1° 12′ 25″ est                                 | « PA00082521 »                                                   | Inscription                                                      | 1946                                                             | Maison Le Touron |
| Maison Le Castelet                                                                                                   | Domme                                |                                                                                       | 44° 48′ 03″ nord, 1° 12′ 51″ est                                 | « PA00082520 »                                                   | Inscription                                                      | 1956                                                             | Maison Le Castelet |
| Hôtel du Gouverneur                                                                                                  | Domme                                |                                                                                       | 44° 48′ 11″ nord, 1° 12′ 52″ est                                 | « PA00082519 »                                                   | Inscription                                                      | 1949                                                             | Hôtel du Gouverneur |
| Halle de Domme | Domme                                |                                                                                       | 44° 48′ 11″ nord, 1° 12′ 51″ est                                 | « PA00082518 »                                                   | Inscription                                                      | 1942                                                             | Halle de Domme |
| Grotte ornée du Pigeonnier                                                                                           | Domme                                | Saint-Front                                                                           | 44° 48′ 40″ nord, 1° 13′ 49″ est                                 | « PA00082517 »                                                   | Classement                                                       | 1983                                                             | Image manquante Téléverser |
| Grotte ornée du Mammouth                                                                                             | Domme                                |                                                                                       | 44° 48′ 39″ nord, 1° 13′ 49″ est                                 | « PA00082516 »                                                   | Inscription Classement                                           | 1983 1983                                                        | Image manquante Téléverser |
| Grotte préhistorique dite grotte de la Martine                                                                       | Domme                                |                                                                                       | 44° 48′ 11″ nord, 1° 12′ 57″ est                                 | « PA00082515 »                                                   | Classement                                                       | 1978                                                             | Image manquante Téléverser |
| Gisement et abri de Combe-Grenal                                                                                     | Domme                                | Combe-Grenal                                                                          | 44° 48′ 23″ nord, 1° 13′ 33″ est                                 | « PA00082514 »                                                   | Classement                                                       | 1911                                                             | Image manquante Téléverser |
| Dolmen de Giverzac                                                                                                   | Domme                                |                                                                                       | 44° 48′ 38″ nord, 1° 14′ 44″ est                                 | « PA00082513 »                                                   | Inscription                                                      | 1962                                                             | Dolmen de Giverzac |
| Chapelle monolithe de Caudon, cimetière gallo-romain et parcelle voisine A 1981 contenant des vestiges               | Domme                                |                                                                                       | 44° 49′ 15″ nord, 1° 15′ 07″ est                                 | « PA00082512 »                                                   | Inscription                                                      | 1948                                                             | Chapelle monolithe de Caudon, cimetière gallo-romain et parcelle voisine A 1981 contenant des vestiges |
| Couvent des Augustins de Domme (chapelle)                                                                            | Domme                                | Rue de la Chapelle                                                                    | 44° 48′ 10″ nord, 1° 12′ 46″ est                                 | « PA00082511 »                                                   | Inscription                                                      | 1971                                                             | Couvent des Augustins de Domme (chapelle) |
| Église Notre-Dame | La Dornac                            |                                                                                       | 45° 04′ 56″ nord, 1° 21′ 34″ est                                 | « PA00082595 »                                                   | Inscription                                                      | 1949                                                             | Église Notre-Dame |
| | Les Eyzies-de-Tayac-Sireuil          | Voir liste des monuments historiques des Eyzies-de-Tayac-Sireuil                      | Voir liste des monuments historiques des Eyzies-de-Tayac-Sireuil | Voir liste des monuments historiques des Eyzies-de-Tayac-Sireuil | Voir liste des monuments historiques des Eyzies-de-Tayac-Sireuil | Voir liste des monuments historiques des Eyzies-de-Tayac-Sireuil | Voir liste des monuments historiques des Eyzies-de-Tayac-Sireuil |
| Croix | Fanlac                               | Sur la place du village, en face de l'église                                          | 45° 03′ 56″ nord, 1° 05′ 45″ est                                 | « PA00082556 »                                                   | Inscription                                                      | 1948                                                             | Croix |
| Église de la Décollation-de-Saint-Jean-Baptiste                                                                      | Fanlac                               |                                                                                       | 45° 03′ 55″ nord, 1° 05′ 47″ est                                 | « PA00082557 »                                                   | Inscription                                                      | 1970                                                             | Église de la Décollation-de-Saint-Jean-Baptiste |
| Château d'Auberoche                                                                                                  | Fanlac                               |                                                                                       | 45° 03′ 33″ nord, 1° 05′ 31″ est                                 | « PA00082555 »                                                   | Inscription                                                      | 1962                                                             | Château d'Auberoche |
| Église Saint-Pierre-ès-Liens de Gaumier                                                                              | Florimont-Gaumier                    |                                                                                       | 44° 43′ 35″ nord, 1° 15′ 48″ est                                 | « PA00082561 »                                                   | Inscription                                                      | 1974                                                             | Église Saint-Pierre-ès-Liens de Gaumier |
| Église Saint-Blaise de Florimont                                                                                     | Florimont-Gaumier                    |                                                                                       | 44° 41′ 57″ nord, 1° 14′ 25″ est                                 | « PA00082560 »                                                   | Inscription                                                      | 1977                                                             | Église Saint-Blaise de Florimont |
| Chartreuse du Breuil                                                                                                 | Grives                               |                                                                                       | 44° 45′ 29″ nord, 1° 05′ 04″ est                                 | « PA24000064 »                                                   | Inscription                                                      | 2007                                                             | Chartreuse du Breuil |
| Gisement préhistorique moustérien de la Gane                                                                         | Groléjac                             |                                                                                       | 44° 49′ 07″ nord, 1° 17′ 41″ est                                 | « PA00082574 »                                                   | Classement                                                       | 1927                                                             | Gisement préhistorique moustérien de la Gane |
| Église Saint-Léger                                                                                                   | Groléjac                             |                                                                                       | 44° 49′ 28″ nord, 1° 17′ 22″ est                                 | « PA00082573 »                                                   | Inscription                                                      | 1948                                                             | Église Saint-Léger |
| Ancien hôpital d'Hautefort                                                                                           | Hautefort                            |                                                                                       | 45° 15′ 33″ nord, 1° 08′ 57″ est                                 | « PA00082577 »                                                   | Classement                                                       | 1931                                                             | Ancien hôpital d'Hautefort |
| Château des Charreaux                                                                                                | Hautefort                            |                                                                                       | 45° 15′ 26″ nord, 1° 06′ 11″ est                                 | « PA00082576 »                                                   | Inscription                                                      | 1979                                                             | Château des Charreaux |
| Château de Hautefort                                                                                                 | Hautefort                            |                                                                                       | 45° 15′ 35″ nord, 1° 08′ 42″ est                                 | « PA00082575 »                                                   | Classement                                                       | 1958                                                             | Château de Hautefort |
| Église Saint-Julien                                                                                                  | Jayac                                |                                                                                       | 45° 01′ 51″ nord, 1° 20′ 40″ est                                 | « PA00082591 »                                                   | Inscription                                                      | 1948                                                             | Église Saint-Julien |
| Donjon de Jayac | Jayac                                |                                                                                       | 45° 01′ 51″ nord, 1° 20′ 42″ est                                 | « PA00082590 »                                                   | Inscription                                                      | 1948                                                             | Donjon de Jayac |
| Château de Peyraux                                                                                                   | Le Lardin-Saint-Lazare               |                                                                                       | 45° 08′ 11″ nord, 1° 13′ 45″ est                                 | « PA00082608 »                                                   | Inscription                                                      | 1948                                                             | Château de Peyraux |
| Église Sainte-Magdeleine                                                                                             | Larzac                               |                                                                                       | 44° 44′ 51″ nord, 1° 00′ 26″ est                                 | « PA00082609 »                                                   | Classement                                                       | 1913                                                             | Église Sainte-Magdeleine |
| Église Saint-Martin                                                                                                  | Limeuil                              |                                                                                       | 44° 53′ 28″ nord, 0° 53′ 56″ est                                 | « PA00082614 »                                                   | Classement                                                       | 1965                                                             | Église Saint-Martin |
| Église Saint-Hilaire                                                                                                 | Limeyrat                             |                                                                                       | 45° 09′ 39″ nord, 0° 58′ 56″ est                                 | « PA00082616 »                                                   | Inscription Classement                                           | 2006 1903                                                        | Église Saint-Hilaire |
| Dolmen de Peyrelevade (Limeyrat)                                                                                     | Limeyrat                             |                                                                                       | 45° 11′ 06″ nord, 1° 00′ 12″ est                                 | « PA00082615 »                                                   | Inscription                                                      | 1980                                                             | Dolmen de Peyrelevade (Limeyrat) |
| Église Saint-Pierre-ès-Liens                                                                                         | Loubejac                             |                                                                                       | 44° 35′ 35″ nord, 1° 05′ 19″ est                                 | « PA00082621 »                                                   | Inscription                                                      | 1948                                                             | Église Saint-Pierre-ès-Liens |
| Manoir de Roucaudou                                                                                                  | Manaurie                             |                                                                                       | 44° 57′ 37″ nord, 0° 59′ 55″ est                                 | « PA00082626 »                                                   | Inscription                                                      | 1974                                                             | Manoir de Roucaudou |
| Grotte préhistorique de la Grèze                                                                                     | Marquay                              |                                                                                       | 44° 56′ 47″ nord, 1° 05′ 20″ est                                 | « PA24000072 »                                                   | Inscription                                                      | 2009                                                             | Image manquante Téléverser |
| Gisement préhistorique de Laussel                                                                                    | Marquay                              |                                                                                       | 44° 56′ 54″ nord, 1° 06′ 30″ est                                 | « PA24000059 »                                                   | Inscription                                                      | 2007                                                             | Gisement préhistorique de Laussel |
| Grotte de Puymartin                                                                                                  | Marquay                              |                                                                                       | 44° 54′ 40″ nord, 1° 08′ 43″ est                                 | « PA00135166 »                                                   | Inscription                                                      | 1995                                                             | Image manquante Téléverser |
| Église Saint-Pierre-ès-Liens                                                                                         | Marquay                              |                                                                                       | 44° 56′ 38″ nord, 1° 08′ 04″ est                                 | « PA00082634 »                                                   | Classement                                                       | 1910                                                             | Église Saint-Pierre-ès-Liens |
| Château de Puymartin                                                                                                 | Marquay                              |                                                                                       | 44° 54′ 38″ nord, 1° 08′ 33″ est                                 | « PA00082633 »                                                   | Inscription Classement                                           | 1948 1977                                                        | Château de Puymartin |
| Abri de Cap Blanc | Marquay                              |                                                                                       | 44° 56′ 44″ nord, 1° 05′ 49″ est                                 | « PA00082632 »                                                   | Classement                                                       | 1910                                                             | Image manquante Téléverser |
| Polissoir | Mauzens-et-Miremont                  | Les Justices                                                                          | 44° 59′ 35″ nord, 0° 56′ 00″ est                                 | « PA00082640 »                                                   | Classement                                                       | 1968                                                             | Image manquante Téléverser |
| Gisement préhistorique de la Faurelie                                                                                | Mauzens-et-Miremont                  |                                                                                       | 44° 58′ 57″ nord, 0° 57′ 21″ est                                 | « PA00082639 »                                                   | Classement                                                       | 1930                                                             | Image manquante Téléverser |
| Ruines du château de Miremont                                                                                        | Mauzens-et-Miremont                  |                                                                                       | 44° 59′ 41″ nord, 0° 56′ 34″ est                                 | « PA00082638 »                                                   | Inscription                                                      | 1971                                                             | Ruines du château de Miremont |
| Église Notre-Dame de la Nativité d'Aigueparse                                                                        | Mazeyrolles                          | Aigueparse                                                                            | 44° 38′ 12″ nord, 0° 58′ 09″ est                                 | « PA00082642 »                                                   | Classement                                                       | 1940                                                             | Église Notre-Dame de la Nativité d'Aigueparse |
| Église Saint-Eutrope                                                                                                 | Meyrals                              |                                                                                       | 44° 53′ 57″ nord, 1° 03′ 51″ est                                 | « PA24000062 »                                                   | Inscription                                                      | 2007                                                             | Église Saint-Eutrope |
| Grotte du Bison | Meyrals                              |                                                                                       | 44° 55′ 53″ nord, 1° 04′ 09″ est                                 | « PA24000049 »                                                   | Inscription                                                      | 2005                                                             | Image manquante Téléverser |
| Grotte dite Sous le Grand Lac                                                                                        | Meyrals                              |                                                                                       | 44° 55′ 39″ nord, 1° 04′ 19″ est                                 | « PA00082645 »                                                   | Inscription                                                      | 1981                                                             | Image manquante Téléverser |
| Grotte de Bernifal                                                                                                   | Meyrals                              |                                                                                       | 44° 55′ 53″ nord, 1° 04′ 03″ est                                 | « PA00082644 »                                                   | Classement                                                       | 1904                                                             | Grotte de Bernifal |
| Château de la Roque                                                                                                  | Meyrals                              |                                                                                       | 44° 52′ 58″ nord, 1° 03′ 50″ est                                 | « PA00082643 »                                                   | Inscription Classement                                           | 1927 1963                                                        | Château de la Roque |
| Église Saint-Marc | Montagnac-d'Auberoche                |                                                                                       | 45° 11′ 14″ nord, 0° 57′ 21″ est                                 | « PA00082684 »                                                   | Inscription                                                      | 1981                                                             | Église Saint-Marc |
| Maison à galerie | Montignac-Lascaux                    | quai Merilhou rue Laffite                                                             | 45° 03′ 58″ nord, 1° 09′ 47″ est                                 | « PA00082702 »                                                   | Inscription                                                      | 1931                                                             | Maison à galerie |
| Maison | Montignac-Lascaux                    | quai Merilhou                                                                         | 45° 03′ 57″ nord, 1° 09′ 45″ est                                 | « PA00082701 »                                                   | Inscription                                                      | 1931                                                             | Maison |
| Maison | Montignac-Lascaux                    | quai Merilhou                                                                         | 45° 03′ 57″ nord, 1° 09′ 45″ est                                 | « PA00082700 »                                                   | Inscription                                                      | 1931                                                             | Maison |
| Maison | Montignac-Lascaux                    | quai Merilhou                                                                         | 45° 03′ 58″ nord, 1° 09′ 46″ est                                 | « PA00082699 »                                                   | Inscription                                                      | 1931                                                             | Image manquante Téléverser |
| Maison Duchêne | Montignac-Lascaux                    |                                                                                       | 45° 03′ 51″ nord, 1° 09′ 46″ est                                 | « PA24000078 »                                                   | Inscription                                                      | 2011                                                             | Maison Duchêne |
| Hôtel de Bouilhac | Montignac-Lascaux                    |                                                                                       | 45° 03′ 57″ nord, 1° 09′ 37″ est                                 | « PA24000068 »                                                   | Inscription                                                      | 2008                                                             | Hôtel de Bouilhac |
| Hôpital de Montignac Ensemble canonial de Clarisses, puis hôpital, actuellement centre culturel (cheminée sarrasine) | Montignac-Lascaux                    |                                                                                       | 45° 03′ 54″ nord, 1° 09′ 51″ est                                 | « PA00082698 »                                                   | Inscription                                                      | 1949                                                             | Hôpital de MontignacEnsemble canonial de Clarisses, puis hôpital, actuellement centre culturelInventaire du patrimoine - Patrimoine d'Aquitaine : Ensemble canonial de clarisses, puis hôpital, usine textile, actuellement centre culturel(cheminée sarrasine) |
| Ancien hôpital Saint-Jean ou ancien prieuré (chapelle = ancienne église Saint-Jean)                                  | Montignac-Lascaux                    |                                                                                       | 45° 03′ 51″ nord, 1° 09′ 49″ est                                 | « PA00082697 »                                                   | Inscription                                                      | 1925 1966                                                        | Ancien hôpital Saint-Jean ou ancien prieuréInventaire du patrimoine - Patrimoine d'Aquitaine : Hôpital Saint-Jean, puis gendarmerie, actuellement office de tourisme, banque et musée Eugène Le Roy(chapelle = ancienne église Saint-JeanInventaire du patrimoine - Patrimoine d'Aquitaine : Chapelle Saint-Jean, puis église paroissiale Saint-Georges de Brenac ou église du prieuré, actuellement centre culturel) |
| Grotte de Lascaux | Montignac-Lascaux                    |                                                                                       | 45° 03′ 14″ nord, 1° 10′ 15″ est                                 | « PA00082696 »                                                   | Classement                                                       | 1940                                                             | Grotte de Lascaux |
| Gisement préhistorique du Regourdou                                                                                  | Montignac-Lascaux                    |                                                                                       | 45° 03′ 19″ nord, 1° 10′ 43″ est                                 | « PA00082695 »                                                   | Classement                                                       | 1959                                                             | Gisement préhistorique du Regourdou |
| Gisement préhistorique de La Balutie                                                                                 | Montignac-Lascaux                    |                                                                                       | 45° 03′ 00″ nord, 1° 10′ 39″ est                                 | « PA00082694 »                                                   | Classement                                                       | 1960                                                             | Image manquante Téléverser |
| Église Saint-Pierre-ès-Liens (clocher)                                                                               | Montignac-Lascaux                    |                                                                                       | 45° 03′ 59″ nord, 1° 09′ 45″ est                                 | « PA00082693 »                                                   | Inscription                                                      | 1942                                                             | Église Saint-Pierre-ès-Liens (clocher) |
| Château de Coulonges                                                                                                 | Montignac-Lascaux                    |                                                                                       | 45° 04′ 54″ nord, 1° 08′ 03″ est                                 | « PA00082692 »                                                   | Inscription                                                      | 1948                                                             | Château de Coulonges |
| Château de Monsec | Mouzens (Coux et Bigaroque-Mouzens)  |                                                                                       | 44° 51′ 06″ nord, 1° 01′ 00″ est                                 | « PA00082707 »                                                   | Inscription                                                      | 2005                                                             | Château de Monsec |
| Église Saint-Denis                                                                                                   | Nadaillac                            |                                                                                       | 45° 02′ 21″ nord, 1° 23′ 48″ est                                 | « PA00082708 »                                                   | Inscription                                                      | 1948                                                             | Église Saint-Denis |
| Église Saint-Matthieu                                                                                                | Orliac                               |                                                                                       | 44° 43′ 00″ nord, 1° 04′ 06″ est                                 | « PA00082715 »                                                   | Inscription                                                      | 1951                                                             | Église Saint-Matthieu |
| Église Saint-Pierre-ès-Liens                                                                                         | Paulin                               |                                                                                       | 45° 00′ 09″ nord, 1° 20′ 52″ est                                 | « PA00082718 »                                                   | Inscription                                                      | 1939                                                             | Église Saint-Pierre-ès-Liens |
| Croix de la Faurie                                                                                                   | Paulin                               |                                                                                       | 45° 00′ 36″ nord, 1° 21′ 17″ est                                 | « PA00082717 »                                                   | Inscription                                                      | 1948                                                             | Croix de la Faurie |
| Château de la Chapoulie                                                                                              | Peyrignac                            |                                                                                       | 45° 09′ 23″ nord, 1° 11′ 45″ est                                 | « PA00082764 »                                                   | Inscription                                                      | 1965                                                             | Château de la Chapoulie |
| Église Saint-Robert                                                                                                  | Peyzac-le-Moustier                   |                                                                                       | 44° 59′ 38″ nord, 1° 03′ 35″ est                                 | « PA00082765 »                                                   | Inscription                                                      | 1926                                                             | Église Saint-Robert |
| Château des Évêques et ancien cimetière                                                                              | Plazac                               |                                                                                       | 45° 02′ 08″ nord, 1° 02′ 25″ est                                 | « PA24000024 »                                                   | Classement                                                       | 2005                                                             | Château des Évêques et ancien cimetière |
| Église Saint-Martin                                                                                                  | Plazac                               |                                                                                       | 45° 02′ 08″ nord, 1° 02′ 25″ est                                 | « PA00082767 »                                                   | Classement                                                       | 2005                                                             | Église Saint-Martin |
| Château de Sirey | Prats-de-Carlux                      | Le Sirey                                                                              | 44° 53′ 15″ nord, 1° 18′ 10″ est                                 | « PA00082771 »                                                   | Inscription                                                      | 1948                                                             | Château de Sirey |
| Église Saint-Maurice                                                                                                 | Prats-du-Périgord                    |                                                                                       | 44° 41′ 31″ nord, 1° 03′ 58″ est                                 | « PA00082772 »                                                   | Inscription                                                      | 1948                                                             | Église Saint-Maurice |
| Manoir du Cluzeau | Proissans                            |                                                                                       | 44° 56′ 59″ nord, 1° 14′ 09″ est                                 | « PA00082776 »                                                   | Inscription                                                      | 1970                                                             | Manoir du Cluzeau |
| Château de la Roussie                                                                                                | Proissans                            |                                                                                       | 44° 55′ 14″ nord, 1° 15′ 10″ est                                 | « PA00082775 »                                                   | Inscription                                                      | 1946                                                             | Château de la Roussie |
| Château de Tarde | La Roque-Gageac                      |                                                                                       | 44° 49′ 34″ nord, 1° 10′ 57″ est                                 | « PA00082785 »                                                   | Classement                                                       | 1951                                                             | Château de Tarde |
| Grotte de Rouffignac ou grotte du Cro de Granville                                                                   | Rouffignac-Saint-Cernin-de-Reilhac   |                                                                                       | 45° 00′ 31″ nord, 0° 59′ 17″ est                                 | « PA00082788 »                                                   | Classement                                                       | 1957                                                             | Grotte de Rouffignac ou grotte du Cro de Granville |
| Église Saint-Germain de Rouffignac                                                                                   | Rouffignac-Saint-Cernin-de-Reilhac   |                                                                                       | 45° 02′ 47″ nord, 0° 58′ 46″ est                                 | « PA00082787 »                                                   | Classement                                                       | 1900                                                             | Église Saint-Germain de Rouffignac |
| Château de l'Herm | Rouffignac-Saint-Cernin-de-Reilhac   |                                                                                       | 45° 04′ 41″ nord, 0° 57′ 35″ est                                 | « PA00082786 »                                                   | Classement                                                       | 2022                                                             | Château de l'Herm |
| Château de la Grande Filolie                                                                                         | Saint-Amand-de-Coly                  |                                                                                       | 45° 02′ 40″ nord, 1° 12′ 38″ est                                 | « PA00082793 »                                                   | Inscription                                                      | 1947                                                             | Château de la Grande Filolie |
| Abbaye de Saint-Amand-de-Coly                                                                                        | Saint-Amand-de-Coly                  |                                                                                       | 45° 03′ 48″ nord, 1° 14′ 53″ est                                 | « PA00082792 »                                                   | Classement                                                       | 1965                                                             | Abbaye de Saint-Amand-de-Coly |
| Cabanes du Breuil | Saint-André-d'Allas                  |                                                                                       | 44° 55′ 13″ nord, 1° 07′ 28″ est                                 | « PA00083093 »                                                   | Inscription Classement                                           | 1991 1995                                                        | Cabanes du Breuil |
| Grotte du Pas-Estrét, gisement du Roch et abri sous roche                                                            | Saint-André-d'Allas                  |                                                                                       | 44° 54′ 28″ nord, 1° 07′ 56″ est                                 | « PA00082798 »                                                   | Classement                                                       | 1932                                                             | Image manquante Téléverser |
| Église Saint-Barthélemy d'Allas                                                                                      | Saint-André-d'Allas                  | Allas                                                                                 | 44° 54′ 16″ nord, 1° 07′ 16″ est                                 | « PA00082797 »                                                   | Inscription                                                      | 1926                                                             | Église Saint-Barthélemy d'Allas |
| Église Saint-André                                                                                                   | Saint-André-d'Allas                  |                                                                                       | 44° 53′ 08″ nord, 1° 10′ 01″ est                                 | « PA00082796 »                                                   | Inscription                                                      | 1926                                                             | Église Saint-André |
| Château du Roc | Saint-André-d'Allas                  | Le Roch                                                                               | 44° 54′ 26″ nord, 1° 07′ 05″ est                                 | « PA00082795 »                                                   | Inscription                                                      | 1948                                                             | Château du Roc |
| Autel, dit aussi croix de Lassagne                                                                                   | Saint-André-d'Allas                  |                                                                                       | 44° 53′ 16″ nord, 1° 09′ 59″ est                                 | « PA00082794 »                                                   | Classement                                                       | 1931                                                             | Autel, dit aussi croix de Lassagne |
| Château du Repaire                                                                                                   | Saint-Aubin-de-Nabirat               |                                                                                       | 44° 43′ 25″ nord, 1° 16′ 36″ est                                 | « PA00082868 »                                                   | Inscription                                                      | 2003                                                             | Château du Repaire |
| Château de Sineuil                                                                                                   | Saint-Cernin-de-l'Herm               | Sineuil                                                                               | 44° 39′ 45″ nord, 1° 02′ 14″ est                                 | « PA24000055 »                                                   | Inscription                                                      | 2006                                                             | Château de Sineuil |
| Dolmen de Cantegrel                                                                                                  | Saint-Chamassy                       |                                                                                       | 44° 51′ 38″ nord, 0° 55′ 10″ est                                 | « PA24000070 »                                                   | Inscription                                                      | 2008                                                             | Dolmen de Cantegrel |
| Château de Perdigat (Manoir de Perdigat)                                                                             | Saint-Chamassy                       | à côté du passage à niveau                                                            | 44° 53′ 26″ nord, 0° 54′ 59″ est                                 | « PA00082812 »                                                   | Inscription                                                      | 1971                                                             | Château de Perdigat(Manoir de Perdigat) |
| Grotte de Saint-Cirq ou Grotte du Sorcier                                                                            | Saint-Cirq                           |                                                                                       | 44° 55′ 33″ nord, 0° 58′ 02″ est                                 | « PA00082813 »                                                   | Classement                                                       | 1958                                                             | Grotte de Saint-Cirq ou Grotte du Sorcier |
| Maison Les Granges                                                                                                   | Saint-Crépin-et-Carlucet             | le Poujol                                                                             | 44° 57′ 48″ nord, 1° 16′ 27″ est                                 | « PA00082817 »                                                   | Inscription                                                      | 1975                                                             | Image manquante Téléverser |
| Église Saint-Crépin                                                                                                  | Saint-Crépin-et-Carlucet             | Saint-Crépin                                                                          | 44° 57′ 31″ nord, 1° 16′ 42″ est                                 | « PA00082816 »                                                   | Inscription                                                      | 1975                                                             | Église Saint-Crépin |
| Église Sainte-Marie-et-Sainte-Anne, ancien prieuré et cimetière                                                      | Saint-Crépin-et-Carlucet             | Carlucet                                                                              | 44° 57′ 38″ nord, 1° 17′ 54″ est                                 | « PA00082815 »                                                   | Inscription Classement                                           | 1948 1977                                                        | Église Sainte-Marie-et-Sainte-Anne, ancien prieuré et cimetière |
| Château de Cipières ou château de Lacypierre                                                                         | Saint-Crépin-et-Carlucet             | Saint-Crépin                                                                          | 44° 57′ 33″ nord, 1° 16′ 40″ est                                 | « PA00082814 »                                                   | Inscription                                                      | 1946                                                             | Château de Cipières ou château de Lacypierre |
| Presbytère de Saint-Cyprien                                                                                          | Saint-Cyprien                        |                                                                                       | 44° 52′ 11″ nord, 1° 02′ 35″ est                                 | « PA00082825 »                                                   | Inscription                                                      | 1965                                                             | Presbytère de Saint-Cyprien |
| Château de Saint-Cyprien Maison du XVIIIe siècle                                                                     | Saint-Cyprien                        |                                                                                       | 44° 52′ 09″ nord, 1° 02′ 26″ est                                 | « PA00082824 »                                                   | Inscription                                                      | 1949                                                             | Château de Saint-CyprienMaison du XVIIIe siècle |
| Église Saint-Cyprien                                                                                                 | Saint-Cyprien                        |                                                                                       | 44° 52′ 12″ nord, 1° 02′ 36″ est                                 | « PA00082823 »                                                   | Classement                                                       | 1923                                                             | Église Saint-Cyprien |
| Château de Fages | Saint-Cyprien                        | Fages                                                                                 | 44° 52′ 36″ nord, 1° 02′ 29″ est                                 | « PA00082822 »                                                   | Inscription Classement                                           | 1933 1965                                                        | Château de Fages |
| Église de Mortemart et presbytère de Mortemart                                                                       | Saint-Félix-de-Reillac-et-Mortemart  |                                                                                       | 45° 00′ 22″ nord, 0° 52′ 51″ est                                 | « PA00082828 »                                                   | Inscription                                                      | 1984                                                             | Église de Mortemart et presbytère de Mortemart |
| Chapelle du Cheylat, chapelle de l'ancien cimetière                                                                  | Saint-Geniès                         |                                                                                       | 44° 59′ 40″ nord, 1° 15′ 09″ est                                 | « PA00082836 »                                                   | Classement                                                       | 1899                                                             | Chapelle du Cheylat, chapelle de l'ancien cimetière |
| Église Notre-Dame-de-l'Assomption                                                                                    | Saint-Geniès                         |                                                                                       | 44° 59′ 39″ nord, 1° 15′ 03″ est                                 | « PA00082839 »                                                   | Classement                                                       | 1943                                                             | Église Notre-Dame-de-l'Assomption |
| Ruines du vieux château de Saint-Geniès                                                                              | Saint-Geniès                         |                                                                                       | 44° 59′ 40″ nord, 1° 15′ 05″ est                                 | « PA00082838 »                                                   | Inscription                                                      | 1925                                                             | Ruines du vieux château de Saint-Geniès |
| Château de Saint-Geniès                                                                                              | Saint-Geniès                         |                                                                                       | 44° 59′ 39″ nord, 1° 15′ 02″ est                                 | « PA00082837 »                                                   | Classement                                                       | 1976                                                             | Château de Saint-Geniès |
| Église Saint-Julien                                                                                                  | Saint-Julien-de-Lampon               |                                                                                       | 44° 51′ 38″ nord, 1° 21′ 46″ est                                 | « PA00082850 »                                                   | Inscription                                                      | 1947                                                             | Église Saint-Julien |
| Église Saint-Laurent                                                                                                 | Saint-Laurent-la-Vallée              |                                                                                       | 44° 44′ 55″ nord, 1° 06′ 36″ est                                 | « PA00082855 »                                                   | Inscription                                                      | 1970                                                             | Église Saint-Laurent |
| Chemin vicinal allant du Moustier au Sol                                                                             | Saint-Léon-sur-Vézère                |                                                                                       | 44° 59′ 41″ nord, 1° 03′ 42″ est                                 | « PA00082858 »                                                   | Classement                                                       | 1931                                                             | Image manquante Téléverser |
| Manoir de la Salle et prieuré attenant                                                                               | Saint-Léon-sur-Vézère                |                                                                                       | 45° 00′ 36″ nord, 1° 05′ 24″ est                                 | « PA00082864 »                                                   | Inscription Classement                                           | 1941 1957                                                        | Manoir de la Salle et prieuré attenant |
| Gisement préhistorique de La Rochette                                                                                | Saint-Léon-sur-Vézère                |                                                                                       | 45° 00′ 31″ nord, 1° 06′ 08″ est                                 | « PA00082863 »                                                   | Classement                                                       | 1932                                                             | Image manquante Téléverser |
| Gisement préhistorique du Moustier                                                                                   | Saint-Léon-sur-Vézère                |                                                                                       | 44° 59′ 40″ nord, 1° 03′ 36″ est                                 | « PA00082862 »                                                   | Classement                                                       | 1932                                                             | Gisement préhistorique du Moustier |
| Gisement de la Rochette                                                                                              | Saint-Léon-sur-Vézère                | Sous le Roc                                                                           | 44° 59′ 46″ nord, 1° 04′ 13″ est                                 | « PA00082861 »                                                   | Classement                                                       | 1912                                                             | Image manquante Téléverser |
| Église Saint-Léonce                                                                                                  | Saint-Léon-sur-Vézère                |                                                                                       | 45° 00′ 35″ nord, 1° 05′ 17″ est                                 | « PA00082860 »                                                   | Classement                                                       | 1942                                                             | Église Saint-Léonce |
| Cimetière | Saint-Léon-sur-Vézère                |                                                                                       | 45° 00′ 37″ nord, 1° 05′ 36″ est                                 | « PA00082859 »                                                   | Classement                                                       | 1942                                                             | Cimetière |
| Château de Chaban | Saint-Léon-sur-Vézère                |                                                                                       | 45° 00′ 47″ nord, 1° 03′ 39″ est                                 | « PA00082857 »                                                   | Inscription                                                      | 1972                                                             | Château de Chaban |
| Église Saint-Barnabé de Vielvic                                                                                      | Saint-Pardoux-et-Vielvic             |                                                                                       | 44° 45′ 39″ nord, 0° 57′ 33″ est                                 | « PA00082884 »                                                   | Inscription                                                      | 1925                                                             | Église Saint-Barnabé de Vielvic |
| Église Saint-Pardoux                                                                                                 | Saint-Pardoux-et-Vielvic             |                                                                                       | 44° 46′ 19″ nord, 0° 58′ 48″ est                                 | « PA00082883 »                                                   | Inscription                                                      | 1925                                                             | Église Saint-Pardoux |
| Ancienne porte fortifiée de Saint-Pompon                                                                             | Saint-Pompon                         | près de l'église                                                                      | 44° 43′ 34″ nord, 1° 08′ 45″ est                                 | « PA00082896 »                                                   | Classement                                                       | 1937                                                             | Ancienne porte fortifiée de Saint-Pompon |
| Église Saint-Jean-Baptiste                                                                                           | Saint-Pompon                         |                                                                                       | 44° 43′ 35″ nord, 1° 08′ 45″ est                                 | « PA00083083 »                                                   | Inscription                                                      | 1991                                                             | Église Saint-Jean-Baptiste |
| Enceinte des Grilloux et monument                                                                                    | Saint-Pompon                         |                                                                                       | 44° 43′ 43″ nord, 1° 10′ 12″ est                                 | « PA00082895 »                                                   | Inscription                                                      | 1980                                                             | Image manquante Téléverser |
| Château de Saint-Pompon                                                                                              | Saint-Pompon                         |                                                                                       | 44° 43′ 36″ nord, 1° 08′ 43″ est                                 | « PA00082894 »                                                   | Inscription                                                      | 1948                                                             | Château de Saint-Pompon |
| Château de Mespoulet                                                                                                 | Saint-Pompon                         |                                                                                       | 44° 43′ 29″ nord, 1° 07′ 01″ est                                 | « PA00082893 »                                                   | Inscription                                                      | 1948                                                             | Image manquante Téléverser |
| Site de la grotte du Peyrat                                                                                          | Saint-Rabier                         |                                                                                       | 45° 09′ 27″ nord, 1° 08′ 27″ est                                 | « PA00135172 »                                                   | Inscription                                                      | 1995                                                             | Image manquante Téléverser |
| Château de Panassou                                                                                                  | Saint-Vincent-de-Cosse               |                                                                                       | 44° 50′ 33″ nord, 1° 05′ 51″ est                                 | « PA00082906 »                                                   | Inscription                                                      | 1948                                                             | Château de Panassou |
| Église Saint-Vincent                                                                                                 | Saint-Vincent-de-Cosse               |                                                                                       | 44° 50′ 12″ nord, 1° 05′ 59″ est                                 | « PA24000085 »                                                   | Inscription                                                      | 2013                                                             | Église Saint-Vincent |
| Cabane en pierre sèche de Malevergne                                                                                 | Saint-Vincent-le-Paluel              | Malevergne                                                                            | 44° 52′ 13″ nord, 1° 17′ 19″ est                                 | « PA00083094 »                                                   | Inscription                                                      | 1991                                                             | Cabane en pierre sèche de Malevergne |
| Église Saint-Vincent                                                                                                 | Saint-Vincent-le-Paluel              | Le Paluel                                                                             | 44° 53′ 30″ nord, 1° 17′ 11″ est                                 | « PA00082909 »                                                   | Inscription                                                      | 1946                                                             | Église Saint-Vincent |
| Château de Paluel | Saint-Vincent-le-Paluel              |                                                                                       | 44° 52′ 39″ nord, 1° 17′ 13″ est                                 | « PA00082908 »                                                   | Inscription                                                      | 1927                                                             | Château de Paluel |
| Église Sainte-Foy d'Agen                                                                                             | Sainte-Foy-de-Belvès                 |                                                                                       | 44° 44′ 02″ nord, 1° 02′ 15″ est                                 | « PA00082829 »                                                   | Inscription                                                      | 1974                                                             | Église Sainte-Foy d'Agen |
| Château de Fénelon                                                                                                   | Sainte-Mondane                       |                                                                                       | 44° 50′ 32″ nord, 1° 21′ 01″ est                                 | « PA00082878 »                                                   | Inscription Classement                                           | 1927 1962                                                        | Château de Fénelon |
| Manoir de la Tour ou château de Latour                                                                               | Sainte-Nathalène                     |                                                                                       | 44° 55′ 27″ nord, 1° 18′ 16″ est                                 | « PA00082880 »                                                   | Inscription                                                      | 1952                                                             | Manoir de la Tour ou château de Latour |
| Église Saint-Ours | Sainte-Orse                          |                                                                                       | 45° 12′ 15″ nord, 1° 04′ 31″ est                                 | « PA00082882 »                                                   | Inscription                                                      | 1970                                                             | Église Saint-Ours |
| Abbaye de Dalon | Sainte-Trie                          |                                                                                       | 45° 16′ 24″ nord, 1° 13′ 31″ est                                 | « PA00082905 »                                                   | Inscription                                                      | 1948                                                             | Abbaye de Dalon |
| Maison noble des Croisiers                                                                                           | Salignac-Eyvigues                    | place de la Halle                                                                     | 44° 58′ 28″ nord, 1° 19′ 28″ est                                 | « PA00082914 »                                                   | Classement                                                       | 1995                                                             | Maison noble des Croisiers |
| Église Saint-Loup d'Eybènes                                                                                          | Salignac-Eyvigues                    | Eybènes                                                                               | 44° 55′ 55″ nord, 1° 23′ 55″ est                                 | « PA00082913 »                                                   | Inscription                                                      | 1947                                                             | Église Saint-Loup d'Eybènes |
| Château de Salignac                                                                                                  | Salignac-Eyvigues                    |                                                                                       | 44° 58′ 29″ nord, 1° 19′ 36″ est                                 | « PA00082912 »                                                   | Inscription                                                      | 1969                                                             | Château de Salignac |
| Jardins et manoir d'Eyrignac                                                                                         | Salignac-Eyvigues                    |                                                                                       | 44° 56′ 27″ nord, 1° 18′ 52″ est                                 | « PA00082911 »                                                   | Inscription                                                      | 2005 2016                                                        | Jardins et manoir d'Eyrignac |
| Château du Claud (ou du Claux)                                                                                       | Salignac-Eyvigues                    |                                                                                       | 44° 56′ 42″ nord, 1° 21′ 40″ est                                 | « PA00082910 »                                                   | Classement                                                       | 2001                                                             | Château du Claud (ou du Claux) |
| | Sarlat-la-Canéda                     | Voir liste des monuments historiques de Sarlat-la-Canéda                              | Voir liste des monuments historiques de Sarlat-la-Canéda         | Voir liste des monuments historiques de Sarlat-la-Canéda         | Voir liste des monuments historiques de Sarlat-la-Canéda         | Voir liste des monuments historiques de Sarlat-la-Canéda         | Voir liste des monuments historiques de Sarlat-la-Canéda |
| Gisement préhistorique de la Ferrassie                                                                               | Savignac-de-Miremont                 |                                                                                       | 44° 57′ 06″ nord, 0° 56′ 16″ est                                 | « PA00082992 »                                                   | Classement                                                       | 1960                                                             | Gisement préhistorique de la Ferrassie |
| Château de Cramirat (manoir)                                                                                         | Sergeac                              |                                                                                       | 45° 00′ 09″ nord, 1° 06′ 23″ est                                 | « PA00083002 »                                                   | Inscription                                                      | 2022                                                             | Château de Cramirat (manoir) |
| Église Saint-Pantaléon                                                                                               | Sergeac                              |                                                                                       | 45° 00′ 09″ nord, 1° 06′ 21″ est                                 | « PA00083001 »                                                   | Classement                                                       | 1929                                                             | Église Saint-Pantaléon |
| Croix de carrefour                                                                                                   | Sergeac                              |                                                                                       | 45° 00′ 13″ nord, 1° 06′ 31″ est                                 | « PA00083000 »                                                   | Classement                                                       | 1921                                                             | Croix de carrefour |
| Abri Labattut | Sergeac                              |                                                                                       | 44° 59′ 58″ nord, 1° 06′ 02″ est                                 | « PA00082999 »                                                   | Classement                                                       | 1931                                                             | Abri Labattut |
| Abri Castanet | Sergeac                              |                                                                                       | 44° 59′ 58″ nord, 1° 06′ 05″ est                                 | « PA00082998 »                                                   | Classement                                                       | 1912                                                             | Abri Castanet |
| Abri Blanchard | Sergeac                              |                                                                                       | 45° 00′ 01″ nord, 1° 06′ 04″ est                                 | « PA00082997 »                                                   | Classement                                                       | 1931                                                             | Abri Blanchard |
| Abri Reverdit | Sergeac                              |                                                                                       | 44° 59′ 57″ nord, 1° 06′ 03″ est                                 | « PA00082996 »                                                   | Classement                                                       | 1924                                                             | Abri Reverdit |
| Château de Siorac | Siorac-en-Périgord                   |                                                                                       | 44° 49′ 19″ nord, 0° 59′ 13″ est                                 | « PA24000086 »                                                   | Inscription                                                      | 2013                                                             | Château de Siorac |
| Ancien prieuré de Tamniès                                                                                            | Tamniès                              |                                                                                       | 44° 57′ 55″ nord, 1° 08′ 56″ est                                 | « PA00083010 »                                                   | Inscription                                                      | 1978                                                             | Ancien prieuré de Tamniès |
| Église Saint-Cybard                                                                                                  | Tamniès                              |                                                                                       | 44° 57′ 54″ nord, 1° 08′ 54″ est                                 | « PA00083009 »                                                   | Inscription                                                      | 1978                                                             | Église Saint-Cybard |
| Maison Bouquier (ou maison Renaissance)                                                                              | Terrasson-Lavilledieu                | 2, place Bouquier                                                                     | 45° 07′ 37″ nord, 1° 18′ 16″ est                                 | « PA00083013 »                                                   | Inscription                                                      | 1949                                                             | Maison Bouquier (ou maison Renaissance) |
| Château du Fraysse                                                                                                   | Terrasson-Lavilledieu                |                                                                                       | 45° 07′ 40″ nord, 1° 18′ 45″ est                                 | « PA24000031 »                                                   | Inscription                                                      | 2001                                                             | Château du Fraysse |
| Chapelle Notre-Dame du Mouret                                                                                        | Terrasson-Lavilledieu                |                                                                                       | 45° 05′ 13″ nord, 1° 17′ 48″ est                                 | « PA24000030 »                                                   | Inscription                                                      | 2001                                                             | Chapelle Notre-Dame du Mouret |
| Vieux Pont de Terrasson                                                                                              | Terrasson-Lavilledieu                |                                                                                       | 45° 07′ 43″ nord, 1° 18′ 18″ est                                 | « PA00083014 »                                                   | Classement                                                       | 1904                                                             | Vieux Pont de Terrasson |
| Grotte préhistorique de Saint-Sours ou de Lachaud                                                                    | Terrasson-Lavilledieu                |                                                                                       | 45° 07′ 26″ nord, 1° 17′ 38″ est                                 | « PA00083012 »                                                   | Classement                                                       | 1948                                                             | Image manquante Téléverser |
| Église Saint-Sour | Terrasson-Lavilledieu                |                                                                                       | 45° 07′ 37″ nord, 1° 18′ 20″ est                                 | « PA00083011 »                                                   | Inscription                                                      | 2001                                                             | Église Saint-Sour |
| Monument aux morts                                                                                                   | Terrasson-Lavilledieu                | Place de la Libération                                                                | 45° 07′ 45″ nord, 1° 18′ 16″ est                                 | « PA24000090 »                                                   | Inscription                                                      | 2014                                                             | Monument aux morts |
| Tour penchée de la Vermondie                                                                                         | Thonac                               |                                                                                       | 45° 01′ 46″ nord, 1° 05′ 42″ est                                 | « PA00083020 »                                                   | Inscription                                                      | 1941                                                             | Tour penchée de la Vermondie |
| Château de Losse | Thonac                               |                                                                                       | 45° 01′ 46″ nord, 1° 07′ 44″ est                                 | « PA00083019 »                                                   | Classement                                                       | 2007                                                             | Château de Losse |
| Ancienne abbaye Saint-Pierre-ès-Liens                                                                                | Tourtoirac                           |                                                                                       | 45° 16′ 15″ nord, 1° 03′ 36″ est                                 | « PA00083026 »                                                   | Classement Inscription                                           | 1960 2012                                                        | Ancienne abbaye Saint-Pierre-ès-Liens |
| Maison forte de Reignac                                                                                              | Tursac                               |                                                                                       | 44° 58′ 46″ nord, 1° 03′ 19″ est                                 | « PA00083042 »                                                   | Inscription                                                      | 1964                                                             | Maison forte de Reignac |
| Grotte de la Forêt                                                                                                   | Tursac                               |                                                                                       | 44° 58′ 38″ nord, 1° 03′ 13″ est                                 | « PA00083041 »                                                   | Classement                                                       | 1981                                                             | Image manquante Téléverser |
| Gisement préhistorique du Roc du Barbeau ou du Roc Barbel                                                            | Tursac                               |                                                                                       | 44° 59′ 56″ nord, 1° 02′ 40″ est                                 | « PA00083040 »                                                   | Classement                                                       | 1936                                                             | Image manquante Téléverser |
| Abri du Facteur | Tursac                               | La Forêt                                                                              | à géolocaliser                                                   | « PA00083039 »                                                   | Classement                                                       | 1930                                                             | Abri du Facteur |
| Gisement préhistorique du Ruth ou Abri Pages                                                                         | Tursac                               |                                                                                       | 44° 59′ 27″ nord, 1° 03′ 07″ est                                 | « PA00083038 »                                                   | Classement                                                       | 1927                                                             | Gisement préhistorique du Ruth ou Abri Pages |
| Gisement préhistorique de la Maison forte de Reignac                                                                 | Tursac                               |                                                                                       | 44° 58′ 47″ nord, 1° 03′ 20″ est                                 | « PA00083037 »                                                   | Classement                                                       | 1966                                                             | Image manquante Téléverser |
| Gisement préhistorique de la Madeleine                                                                               | Tursac                               |                                                                                       | 44° 58′ 05″ nord, 1° 01′ 45″ est                                 | « PA00083036 »                                                   | Classement                                                       | 1956                                                             | Gisement préhistorique de la Madeleine |
| Gisement préhistorique de Liveyre                                                                                    | Tursac                               |                                                                                       | 44° 57′ 33″ nord, 1° 01′ 36″ est                                 | « PA00083035 »                                                   | Classement                                                       | 1930                                                             | Image manquante Téléverser |
| Abri Cellier | Tursac                               | Le Ruth                                                                               | 44° 59′ 40″ nord, 1° 03′ 09″ est                                 | « PA00083034 »                                                   | Classement                                                       | 1927                                                             | Image manquante Téléverser |
| Fort de Tursac et village troglodytique de la Madeleine                                                              | Tursac                               |                                                                                       | 44° 58′ 06″ nord, 1° 01′ 51″ est                                 | « PA00083033 »                                                   | Inscription                                                      | 1978                                                             | Fort de Tursac et village troglodytique de la Madeleine |
| Église Saint-Julien                                                                                                  | Tursac                               |                                                                                       | 44° 58′ 07″ nord, 1° 02′ 40″ est                                 | « PA00083032 »                                                   | Classement                                                       | 1927                                                             | Église Saint-Julien |
| Château de Marzac | Tursac                               |                                                                                       | 44° 57′ 45″ nord, 1° 02′ 05″ est                                 | « PA00083031 »                                                   | Inscription                                                      | 1963                                                             | Château de Marzac |
| Cabanes jumelées en pierre sèche                                                                                     | Valojoulx                            |                                                                                       | 45° 00′ 50″ nord, 1° 08′ 19″ est                                 | « PA00083095 »                                                   | Inscription                                                      | 1991                                                             | Cabanes jumelées en pierre sèche |
| Gisement de la Combe                                                                                                 | Valojoulx                            |                                                                                       | 45° 01′ 04″ nord, 1° 09′ 23″ est                                 | « PA00083048 »                                                   | Classement                                                       | 1935                                                             | Image manquante Téléverser |
| Église Saint-Laurent                                                                                                 | Valojoulx                            |                                                                                       | 45° 01′ 08″ nord, 1° 08′ 35″ est                                 | « PA00083047 »                                                   | Inscription                                                      | 1974                                                             | Église Saint-LaurentLe nom d'église Saint-Pantaléon est fautif (voir l'explication). |
| Église Saint-Pierre-ès-Liens                                                                                         | Veyrignac                            |                                                                                       | 44° 49′ 55″ nord, 1° 18′ 36″ est                                 | « PA00083057 »                                                   | Inscription                                                      | 1948                                                             | Église Saint-Pierre-ès-Liens |
| Ruines du château de Rocanadel                                                                                       | Veyrignac                            |                                                                                       | 44° 49′ 04″ nord, 1° 20′ 17″ est                                 | « PA00083056 »                                                   | Inscription                                                      | 1948                                                             | Image manquante Téléverser |
| Château de Veyrignac                                                                                                 | Veyrignac                            |                                                                                       | 44° 50′ 03″ nord, 1° 18′ 28″ est                                 | « PA00083055 »                                                   | Inscription                                                      | 2013                                                             | Château de Veyrignac |
| Grotte du Roc | Vézac                                |                                                                                       | 44° 50′ 08″ nord, 1° 10′ 23″ est                                 | « PA00083060 »                                                   | Classement                                                       | 1927                                                             | Image manquante Téléverser |
| Église Saint-Urbain                                                                                                  | Vézac                                |                                                                                       | 44° 50′ 07″ nord, 1° 09′ 55″ est                                 | « PA00083059 »                                                   | Inscription                                                      | 1974                                                             | Église Saint-Urbain |
| Château de Marqueyssac                                                                                               | Vézac                                |                                                                                       | 44° 49′ 26″ nord, 1° 09′ 46″ est                                 | « PA00083058 »                                                   | Inscription                                                      | 1948                                                             | Château de Marqueyssac |
| Domaine le Noyer | Villac                               |                                                                                       | 45° 10′ 49″ nord, 1° 13′ 42″ est                                 | « PA24000094 »                                                   | Inscrit                                                          | 2016                                                             | Image manquante Téléverser |
| Église Saint-Vaast                                                                                                   | Villac                               | place Saint-Vaast                                                                     | 45° 11′ 12″ nord, 1° 15′ 18″ est                                 | « PA24000093 »                                                   | Inscrit                                                          | 2015                                                             | Église Saint-Vaast |
| Grotte préhistorique de la Sudrie                                                                                    | Villac                               |                                                                                       | 45° 10′ 42″ nord, 1° 15′ 27″ est                                 | « PA24000050 »                                                   | Inscription                                                      | 2005                                                             | Image manquante Téléverser |
| Maison Salviat | Villac                               |                                                                                       | 45° 11′ 13″ nord, 1° 15′ 16″ est                                 | « PA00083062 »                                                   | Inscription                                                      | 1979                                                             | Maison Salviat |
| Église Saint-Étienne des Landes                                                                                      | Villefranche-du-Périgord             |                                                                                       | 44° 38′ 03″ nord, 1° 09′ 03″ est                                 | « PA24000037 »                                                   | Inscription                                                      | 2002                                                             | Église Saint-Étienne des Landes |
| Cabane en pierre sèche des Mazers Hauts                                                                              | Vitrac                               |                                                                                       | 44° 49′ 58″ nord, 1° 12′ 41″ est                                 | « PA00083097 »                                                   | Inscription                                                      | 1991                                                             | Cabane en pierre sèche des Mazers Hauts |
| Cabane en pierre sèche de Pech Lauzier                                                                               | Vitrac                               |                                                                                       | 44° 49′ 46″ nord, 1° 12′ 01″ est                                 | « PA00083096 »                                                   | Inscription                                                      | 1991                                                             | Cabane en pierre sèche de Pech Lauzier |
| Manoir des Vayssières Vestiges du prieuré grandmontain des Veyssières                                                | Vitrac                               |                                                                                       | 44° 50′ 18″ nord, 1° 12′ 02″ est                                 | « PA00083072 »                                                   | Inscription                                                      | 1970                                                             | Manoir des VayssièresVestiges du prieuré grandmontain des VeyssièresBulletin de la Société historique et archéologique du Périgord, 2003, tome 130, 3e livraison, p. 482-483 (lire en ligne) |
| Église Saint-Martin                                                                                                  | Vitrac                               |                                                                                       | 44° 49′ 49″ nord, 1° 13′ 36″ est                                 | « PA00083071 »                                                   | Inscription                                                      | 1925                                                             | Église Saint-Martin |
| Dolmen de Peyrelevade                                                                                                | Vitrac                               | Peyrelevade                                                                           | 44° 51′ 05″ nord, 1° 12′ 17″ est                                 | « PA00083070 »                                                   | Classement                                                       | 1910                                                             | Dolmen de Peyrelevade |

## Anciens monuments historiques
| Monument                                       | Commune        | Adresse  | Coordonnées                      | Notice         | Protection                                          | Date | Illustration                                   |
| ---------------------------------------------- | -------------- | -------- | -------------------------------- | -------------- | --------------------------------------------------- | ---- | ---------------------------------------------- |
| Manoir de Langlade                             | Proissans      | Langlade | 44° 56′ 02″ nord, 1° 16′ 54″ est | « PA00082777 » | Inscription abbrogée par arrêté du 25 mai 2021      | 1948 | Image manquante Téléverser                     |
| Pigeonnier de Sainte-Mondane (détruit en 1949) | Sainte-Mondane |          | à géolocaliser                   | « PA00082879 » | Inscription abrogée par arrêté du 20 septembre 2004 | 1948 | Pigeonnier de Sainte-Mondane (détruit en 1949) |